# Muriel Jourda
Pour les articles homonymes, voir Jourda.
Muriel Jourda, née le 27 octobre 1967, est une femme politique française. Membre des Républicains, est sénatrice du Morbihan depuis 2017.
En octobre 2024, à la suite de la nomination de François-Noël Buffet au gouvernement, elle devient la première femme à être élue présidente de la commission des Lois du Sénat.

## Biographie

### Plusieurs mandats politiques locaux dans le Morbihan
Muriel Jourda est avocate au barreau de Lorient et mère de deux enfants. Elle est élue maire de Port-Louis (Morbihan) en 2008 à la tête d'une liste sans étiquette et devient vice-présidente de Lorient Agglomération, chargée de la promotion touristique. Elle est battue aux municipales de 2014, s'inclinant au second tour avec 35,52% des suffrages exprimés, au terme d'une triangulaire avec Daniel Martin (DVG) qui obtient 42,82% des suffrages exprimés, et Jimmy Pahun (DVG) qui obtient 21,66% des suffrages exprimés. Elle reste néanmoins conseillère municipale.
Après avoir été suppléante de Jacques Le Ludec, conseiller général du canton de Port-Louis, jusqu'en 2015, elle est élue conseillère départementale du canton d'Hennebont en 2015, et devient cinquième vice-présidente du conseil départemental du Morbihan, déléguée à la culture et à la lecture publique, jusqu'à son élection comme sénatrice en octobre 2017. Elle est membre de la commission « Action sociale et autonomie » du conseil départemental.

### Depuis 2017: sénatrice du Morbihan
À la suite du retrait de David Lappartient (alors maire de Sarzeau) à cette candidature, investie par les Républicains en juillet 2017 pour mener une liste d'union de la droite et du centre, elle est élue sénatrice du Morbihan (Les Républicains) le 24 septembre 2017,,,,. Touchée par le cumul des mandats, elle démissionne de son mandat de conseillère municipale.
Elle est membre de la commission des lois constitutionnelles, de législation, du suffrage universel, du Règlement et d'administration générale du Sénat. Dans le cadre de l'affaire Benalla, elle est nommée co rapporteur de la commission d'enquête du Sénat sur le sujet, avec Jean-Pierre Sueur. Son travail est salué par la presse, qui la déclare : « compétente et incisive ».
Elle est élue présidente de la fédération des Républicains du Morbihan le 13 octobre 2018, avec 61 % des voix, face à Ronan Allain.
Murielle Jourda est corapporteure du texte immigration de 2024 au Sénat.

## Prises de position
En décembre 2021, au Sénat, elle vote contre le projet de loi visant à interdire les thérapies de conversion qui est approuvé avec 305 voix contre 28.
En février 2024, elle déclare qu'elle s'opposera à l'inscription de la liberté à recourir à l'IVG dans la Constitution lors du vote du 28 janvier 2024,. Le texte est approuvé par le Sénat par 267 voix pour et 50 voix contre.
Elle est membre de Nouvelle Énergie, micro-parti fondé par David Lisnard, déclarant apprécier son « tropisme libéral ».
Elle est considérée comme une figure de la « droite dure ».